# جون جيمس نورث
جون جيمس نورث (بالإنجليزية: John James North)‏ هو عالم عقيدة نيوزيلندي، ولد في 1871 في داكينفيلد في المملكة المتحدة، وتوفي في 1950.